# Andreas Laskaratos (Rennfahrer)

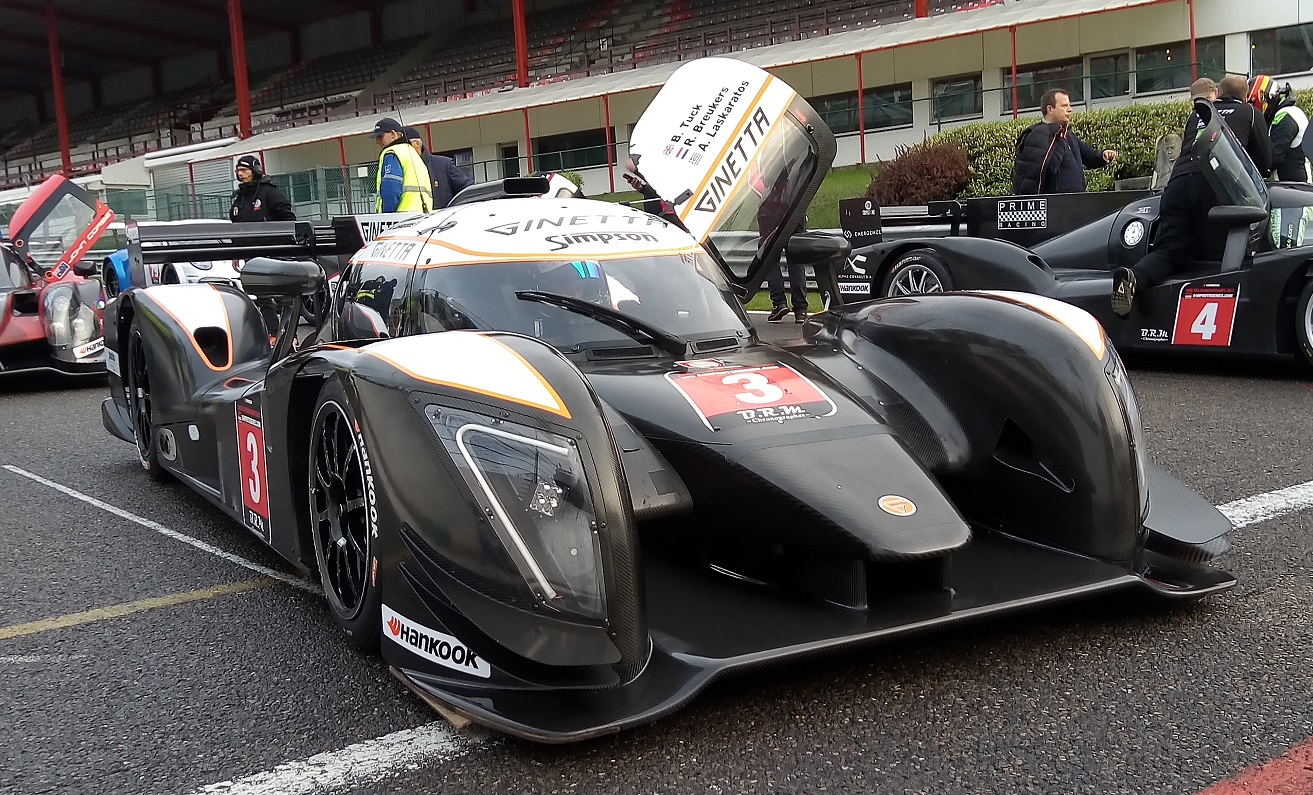
Der Ginetta G57, mit dem Andreas Laskaratos beim 10-Stunden-Rennen von Spa-Francorchamps 2017 am Start war

Andreas Laskaratos (* 9. Juni 1986 in Athen) ist ein griechischer Autorennfahrer.

## Karriere als Rennfahrer
Andreas Laskaratos war der erste Grieche, der bei einem Rennen der European Le Mans Series am Start war. Gemeinsam mit James Winslow und John Corbett fuhr er einen Ligier JS P3 an die 28. Stelle der Gesamtwertung. Das Trio bestritt alle Rennen der Saison und erreichte Platz 16 in der Endwertung der LMP3-Klasse. 2017 gewann er die Gesamtwertung der 24H Proto Series und siegte dabei unter anderem beim 10-Stunden-Rennen von Spa-Francorchamps.

## Statistik

### Karrierestationen
| - 2017: 24H Proto Series (Gesamtsieg) - 2017: V de V Endurance Series (Platz 24) - 2019: European Le Mans Series (Rang 16) - 2020: Asian Le Mans Series |

### Le-Mans-Ergebnisse
| Jahr | Team           | Fahrzeug        | Teamkollege   | Teamkollege          | Platzierung | Ausfallgrund |
| ---- | -------------- | --------------- | ------------- | -------------------- | ----------- | ------------ |
| 2020 | Team Project 1 | Porsche 911 RSR | Julien Piguet | Philippe Haezebrouck | Rang 43     |              |